# Ichthyapus
Ichthyapus – rodzaj ryb promieniopłetwych z podrodziny Ophichthinae w obrębie rodziny żmijakowatych (Ophichthidae).

## Rozmieszczenie geograficzne
Do rodzaju należą gatunki występujące w wodach Indo-Pacyfiku i zachodni Oceanu Atlantyckiego.

## Morfologia
Długość ciała do 60 cm; brak danych dotyczących masy ciała.

## Systematyka
Rodzaj zdefiniował w 1847 roku francuski zoolog Charles Nicolas François Brisout de Barneville, w artykule poświęconym uwagom na temat nowego rodzaju węgorzokształtnych, opublikowanym w czasopiśmie Revue zoologique. Gatunkiem typowym jest (oznaczenie monotypowe) I. acutirostris.

### Etymologia
- Ichthyapus: gr. ιχθυς ikhthus ‘ryba’; przyrostek negatywny α- a- ‘bez’; πους pous, ποδος podos ‘stopa’[5].
- Rhinenchelys: gr. ῥις rhis, ῥινος rhinos ‘nos, pysk’[6]; εγχελυς enkhelus ‘węgorz’[7]. Gatunek typowy (oryginalne oznaczenie (również monotypowe)): Sphagebranchus ophioneus Evermann & Marsh, 1900.

### Podział systematyczny
Do rodzaju należą następujące gatunki:
- Ichthyapus acuticeps (Barnard, 1923)
- Ichthyapus acutirostris Brisout de Barneville, 1847
- Ichthyapus insularis McCosker, 2004
- Ichthyapus keramanus (Machida, Hashimoto & Yamakawa, 1997)
- Ichthyapus ophioneus (Evermann & Marsh, 1900)
- Ichthyapus platyrhynchus (Gosline, 1951)
- Ichthyapus selachops (Jordan & Gilbert, 1882)
- Ichthyapus vulturis (Weber & de Beaufort, 1916)